# Carlo Bononi

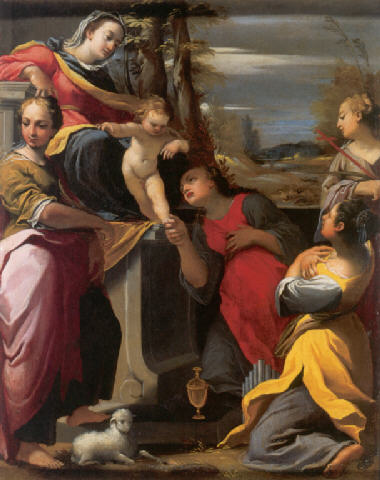
Panna Marie s Ježíškem, sv. Anežkou, Marií z Magdaly, sv. Cecilí a sv. Margaritou

Carlo Bononi (1569 – asi 1632) byl italský malíř.

## Životopis
Carlo Bononi se narodil v italském regionu Emilia a působil hlavně ve Ferraře. Je považován za hlavního malíře ferarrské školy. Studoval malbu u Giuseppe Mazzuoliho, známého jako „il Bastarolo“. Význam Carla Bononiho stoupl po smrti malíře Ippolita Scarsellina či Scarsella (1550 nebo 1551 – 28. října 1620). Scarselino byl italský reformátorský malíř středního až pozdního šestnáctého století a jeden z nejvýznamnějších představitelů ferarrské školy. Carlo Bononi byl pohřben v klášteře Santa Maria in Vado, kde pracoval na výzdobě stropu.
Mezi jeho žáky byli Rivaro Alfonsola (il Chenda),Giovanni Battista dalla Torrea a Camillo Berlinghieri. Jeho synovec, Leonello Bononi se také stal malířem.